# Batalla de Pemaneno
La batalla de Pemaneno (en griego: Μάχη του Ποιμανηνού) fue entre los ejércitos del emperador de Nicea Juan III Ducas Vatatzés y del Imperio Latino de Constantinopla en 1224, este último acudió en ayuda de los dos pretendientes al trono: los hermanos del fallecido Teodoro I Láscaris, Isaac y Alejo.

## Antecedentes
La batalla de Pemaneno es registrada por dos historiadores bizantinos: Jorge Acropolita y Nicéforo Grégoras. Las razones para el encuentro puede constatar tanto en los conflictos personales en el Imperio de Nicea después de la muerte de su primer gobernante, Teodoro I Láscaris, y en la continúa hostilidad entre Nicea y el Imperio Latino de Constantinopla.
Teodoro I Láscaris, el primer gobernante del Imperio bizantino de Nicea después de la caída de Bizancio luego de la Cuarta Cruzada de 1204, murió en 1222. Su yerno Juan III Ducas Vatatzés lo sucedió, causando que sus dos hermanos se sintieran eludidos. Alejo e Isaac Láscaris huyeron a los francos. La frontera entre Nicea y el Imperio Latino de Constantinopla, recorría el noroeste de Asia Menor hasta la ciudad de Adramitio, y fueron resueltos por un tratado de paz en 1214, contraído en Ninfeo después de la última guerra entre los dos estados. F. Uspenskiy define este territorio como un área autónoma gobernada por arcontes griegos en Mesia y Troade, regulado por el emperador Enrique I.

## La batalla
Pemaneno es una pequeña ciudad fortificada al sur del mar de Mármara (cerca de la actual Eski Manyas). El mismo sitio había sido testigo de otra batalla en diciembre de 1204, nuevamente entre los ejércitos nicenos y latinos. La victoria había sido entonces asegurada por los caballeros de Constantinopla, que conquistaron el interior del país hasta la ciudad de Prusa.
Los dos Láscaris aparecieron con un escuadrón franco en el templo del Arcángel San Miguel debajo de Pemaneno. Los autores bizantinos no mencionan quien dirigió el ejército latino. Los hermanos Isaac y Alejo Láscaris fueron hechos prisioneros por Juan III y luego cegados. Muchos soldados fueron pasados por la espada, y el resto se rindió ante el horror. Juan III Ducas Vatatzés personalmente dirigió a su ejército. En efecto, la descripción de Acropolita hace hincapié en la imagen de Juan, diciendo que este último ganó la batalla a través del valor personal.

## Consecuencias
Esta victoria del nuevo gobernante de Nicea Juan III Ducas Vatatzés en la batalla de Pemaneno puso fin al dominio latino sobre los antiguos territorios griegos de Asia Menor. Esta derrota latina también presagió el fracaso del concurrente conflicto entre el Imperio Latino y el Despotado de Epiro en Europa. El sitio de Serres fue levantado, y en ese mismo año de 1224 el déspota de Epiro Teodoro Comneno Ducas logró tomar Tesalónica.
Después de la victoria, Juan III Ducas Vatatzés continuó su ofensiva, restableciendo la autoridad griega de fortaleza tras fortaleza que antes fueron tomadas por los latinos. Jorge Acropolita menciona Lentiana (Λεντιανά), Charioros (Χαρίορος) y Berbeniakon (Βαρβενίακον). Al llegar al Helesponto, Juan III pasó a atacar las tierras europeas bajo el Imperio Latino.